# خانية جغتاي
خانيّة جغتاي أو خانيّة جغطاي أو الدولة الجغتائيّة هي خانية مغولية والتي أصبحت لاحقًا تركية تضم الأراضي التي يحكمها جغتاي خان الابن الثاني لجنكيز خان والمتحدرون من سلالته وخلفاؤه. في ذروة قوتها في أواخر القرن الثالث عشر، امتدت الخانية من آمو داريا جنوب بحر آرال حتى جبال ألطاي على حدود منغوليا والصين الحالية، وتتصل بالإمبراطورية القراخطائية المندثرة. اعترف حكام خانية جغتاي مبدئيًا بحكم الخان الأكبر، ولكن عند استلام قوبلاي خان مقاليد السلطة لم يمتثل غياث الدين براك لأوامر الإمبراطور. خلال منتصف القرن الرابع عشر، فقدت الخانية بلاد ما وراء النهر لصالح سلالة تيموريان. أصبحت المملكة المصغرة تُعرف باسم مغولستان، والتي استمرت حتى أواخر القرن الخامس عشر عندما قُسمت بين خانية ياركينت وخانية توربان. في عام 1680، فقدت مقاطعات جغتاي المتبقية استقلالها لصالح خانات زونغار، وفي 1705 أزيح آخر خان تابع لسلالة جغتاي من الحكم، منهيًا بذلك سلالة جغتاي.

## خلفية تاريخية

### التبعية للخان الأكبر (1226-1266)
عندما توفي جنكيز خان في عام 1227، ورث ابنه جغتاي خان المناطق المقابلة تقريبًا للإمبراطورية القراخطائية المندثرة: إيسيك كول، نهر إيلي، نهر تشو، نهر تالاس، بلاد ما وراء النهر، وحوض تاريم. لم يكن جغتاي مستقلًا تمامًا في خانيته ومع ذلك بقي يتلقى أوامر من قراقورم. عندما أقال حاكم بلاد ما وراء النهر، محمود يالافاش، أعاد أوغدي خان محمود إلى الحكم، الذي استمرت سلالته في إدارة المنطقة حتى بعد وفاة جغتاي. في عام 1238، حدثت انتفاضة للمسلمين في بخارى، لكن ابن محمود مسعود سحقها في العام التالي قبل أن تتمكن القوات المغولية من الوصول، وبالتالي إنقاذ السكان من الانتقام المغولي.
توفي جغتاي خان في عام 1242 وخلفه حفيده قره هولاكو، الذي قتل والده موتوكان في عام 1221 خلال حصار باميان. كان قره هولاكو أصغر من أن يحكم بشكل مستقل لذلك حكمت الأرملة خاتون إبوسكون في مكانه. في عام 1246، استبدله غويوك خان بأحد أعمامه، يسو مونكو.
جاء يسو إلى السلطة لأنه كان صديقًا شخصيًا لغويوك خان. كان مدمنًا على الخمر وترك شؤون الدولة لزوجته ووزيرته بهاء الدين مرغني. في عام 1252 عزله مونكو خان، الذي أعاد قره هولاكو مرةً أخرى إلى السلطة.
توفي قره هولاكو في طريقه إلى منزله وخلفه ابنه مبارك شاه.
كان مبارك شاه أصغر من أن يحكم وأدارت والدته أورغنه شؤون الدولة. في عام 1260، استبدل أريك بوك مبارك شاه بألغو، حفيد جغتاي خان. تمرد ألغو ضد أريك بوك عند استلامه السلطة وانشق إلى جانب قوبلاي خان في حرب توليد الأهلية. هاجمه أريك يوك، وبينما شهد ألغو نجاحًا مبدئيًا في صد جيش أريك بوك، أجبر على الفرار إلى سمرقند عام 1263. دمر أريك بوك منطقة إيلي في غيابه. تمكن ألغو من تجنيد جيش جديد بمساعدة أورغنه ومسعود يالافاش. ذهب بعد ذلك لهزيمة جيش قايدو الغازي وطرد أريك بوك، الذي استسلم لقوبلاي عام 1264. توفي ألغو عام 1265 ونصبّت أورغنه ابنها مبارك شاه على العرش مرة أخرى.
كان مبارك شاه أول من يعتنق الإسلام من خانية جغتاي. قطع ابن عمه غياث الدين براق حكمه، والذي أطاح به بدعم من قوبلاي خان.

## قائمة الخوانين الجغتائيّين
الجغتائيّون من قبل المغول
- جغتاي خان
- قره هولاكو
- يسو مونكو
- قره هولاكو
- مبارك شاه (ولاية اولي)
- ألغو
- مبارك شاه (ولاية ثانية)
- غياث الدين باراق (تحول للإسلام)
- نيجوبي
- بوقا تيمور
- دووا
- كونتشك
- طليقو
- كبك (ولاية اولي)
- إسين بوقا
- كبك (ولاية ثانية)
- إلجيغيداي
- دووا تيمور

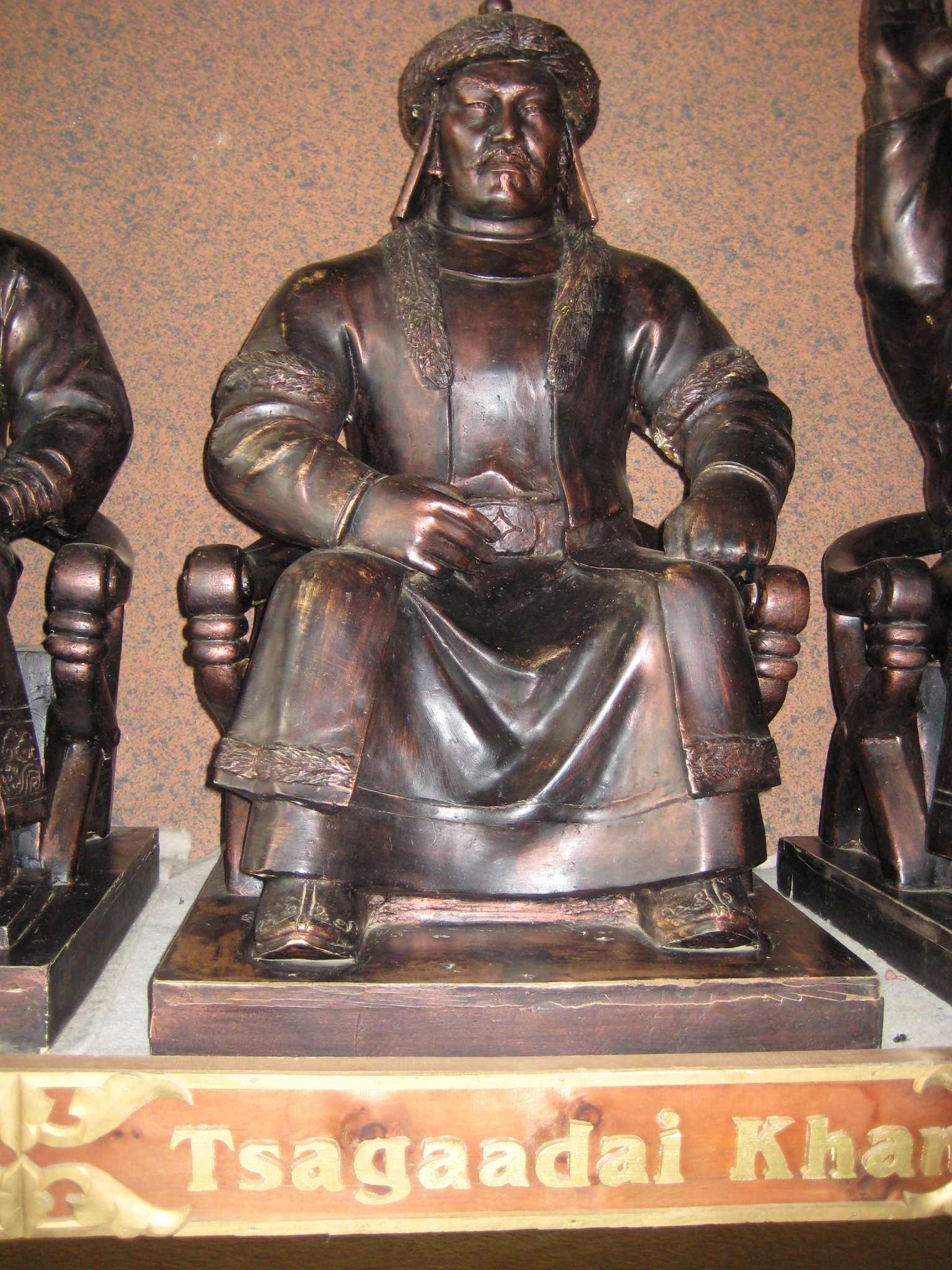
تمثال لمؤسس حكم الخانية جغتاي خان في متحف في منغوليا

- علاء الدين طرماشيرين (تحول للإسلام)
- بوزان
- جانغشي (خانغشي)
- يسون تيمور
- علي سلطان (قام بتحويل الدولة للإسلام)
- محمد بن بولاد
- قازان

الجغتائيّون (منفردين بالحكم) 
- دانيشميندجي
- بيان قلي
- تيمور شاه
- تغلق تيمور